# Urotrygon simulatrix
Urotrygon simulatrix är en rockeart som beskrevs av Miyake och McEachran 1988. Urotrygon simulatrix ingår i släktet Urotrygon och familjen Urotrygonidae. IUCN kategoriserar arten globalt som sårbar. Inga underarter finns listade i Catalogue of Life.